# Drepturile omului în România
     9,00–10,00
     8,00–8,99
     7,00–7,99
     6,00–6,99
     5,00–5,99
     4,00–4,99
     3,00–3.99
     2,00–2,99
     0,00–1.99

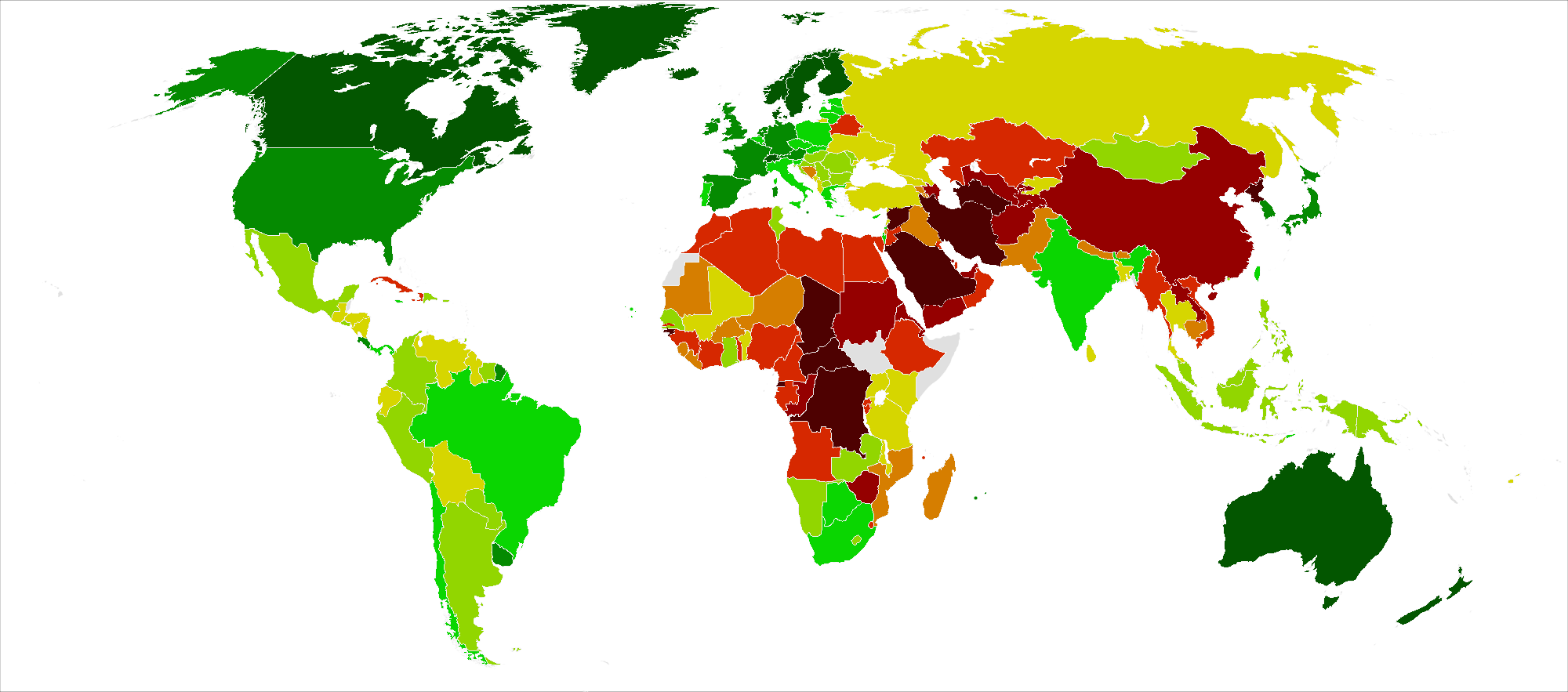
Indicele democrației în 2015
Democrații complete:
9,00–10,00
8,00–8,99
Democrații defectuoase:
7,00–7,99
6,00–6,99
Regimuri hibride:
5,00–5,99
4,00–4,99
Regimuri autoritare:
3,00–3.99
2,00–2,99
0,00–1.99
Informații insuficiente, nicio evaluare

În România, drepturile omului sunt în general respectate de autorități. Totuși, există îngrijorări în ceea ce privește abuzurile din partea forțelor de ordine, discriminarea minorității rome și a minorităților sexuale, corupția guvernamentală, condițiile precare din închisori și independența judiciară compromisă. România s-a clasat pe locul 59 din 167 de țări într-un studiu al revistei financiare The Economist privind starea democrației în 2015, fiind descrisă ca o „democrație defectuoasă”, asemenea altor țări din Europa Centrală și de Est. De asemenea, într-un studiu publicat de Bertelsmann Stiftung, care măsoară calitatea democrației în 41 de țări aparținând UE și OCDE, România a ocupat locul 38. Primul studiu sociologic făcut în România arată o slabă cunoaștere a drepturilor omului și a instituțiilor naționale menite să le apere. 72% dintre români recunosc că nu sunt bine informați în privința drepturilor pe care le au, dar 80% dintre ei consideră că în România le sunt încălcate drepturile civile.
Într-un studiu APADOR-CH din septembrie 2015 se arată că Guvernul (ministere, agenții guvernamentale), instanțele de judecată și Parlamentul sunt instituțiile care încalcă cel mai des drepturile omului în România. La nivel perceptiv, același studiu relevă că cele mai discriminate categorii de persoane sunt cele cu o altă orientare sexuală decât heterosexuală (67%), infectate cu HIV (66%), de etnie romă (65%), cu handicap (63%) și femeile (50%).
Conform Constituției României, România este stat de drept, democratic și social, în care demnitatea omului, drepturile și libertățile cetățenilor, libera dezvoltare a personalității umane, dreptatea și pluralismul politic reprezintă valori supreme, în spiritul tradițiilor democratice ale poporului român și idealurilor Revoluției din decembrie 1989, și sunt garantate. Constituția României consacră capitolul II al „Titlului II. Drepturile, libertățile și îndatoririle fundamentale”. România, în calitatea sa de membră a Organizației Națiunilor Unite, a semnat „Declarația universală a drepturilor omului” și este parte la cele două pacte adoptate în cadrul ONU: „Pactul internațional privind drepturile civile și politice” și „Pactul internațional privind drepturile economice, sociale și culturale”. România este din 1994 stat parte la „Convenția europeană pentru apărarea drepturilor omului și a libertăților fundamentale” și se supune jurisdicției Curții Europene a Drepturilor Omului de la Strasbourg. De asemenea, în cadrul Uniunii Europene, România a semnat în decembrie 2007 Tratatul de la Lisabona care conține „Carta Drepturilor Fundamentale”.

## Drepturile omului în Constituția României
Titlul II al Constituției este intitulat „Drepturile, libertățile și îndatoririle fundamentale”. Acest titlu cuprinde atât drepturi absolute, cât și drepturi relative. Alături de Constituție, există o serie de alte legi care întregesc sistemul drepturilor și libertăților fundamentale (precum Codul Civil, Codul Penal) și care reglementează relația dintre stat și cetățenii săi. Toate legile, hotărârile și deciziile trebuie să fie în conformitate cu Constituția.
În circumstanțe speciale, drepturile unei persoane pot fi restrânse. Exercițiul unor drepturi sau al unor libertăți poate fi restrâns numai prin lege și numai dacă se impune, după caz, pentru: apărarea securității naționale, a ordinii, a sănătății ori a moralei publice, a drepturilor și a libertăților cetățenilor; desfășurarea instrucției penale; prevenirea consecințelor unei calamități naturale, ale unui dezastru ori ale unui sinistru deosebit de grav. Măsura trebuie să fie proporțională cu situația care a determinat-o, să fie aplicată în mod nediscriminatoriu și fără a aduce atingere existenței dreptului sau a libertății.

## Drepturi politice
Constituția României recunoaște drepturile electorale ale tuturor cetățenilor. În afară de cetățenii români, cetățeni ai altor țări din UE care locuiesc în România se bucură, de asemenea, de drepturi electorale în alegerile locale și europarlamentare. Rezidenții străini care nu sunt cetățeni ai UE nu au drepturi electorale în România. Potrivit unui raport MIPEX din 2011, România înregistrează cel mai mic scor din cele 31 de țări evaluate în privința participării politice a imigranților.
Un sondaj efectuat de WIN/Gallup International Association în 2014 arată că 49% dintre români consideră că alegerile în România nu sunt libere și corecte.
Alegerile prezidențiale din 2014 au fost marcate de scandaluri privind votul în diaspora. Mii de cetățeni români nu au putut să-și exercite dreptul la vot din cauza numărului mult prea mic de secții de votare prevăzute pentru diaspora. Aceste nereguli au provocat importante mișcări de protest, dar și reacții de indignare din partea unor politicieni și a unor ONG-uri.

## Corupția și abuzurile instituțiilor de stat
În România, atât mica corupție, cât și cea la nivel politic sunt o problemă sistemică, potrivit raportului anticorupție al CE. Deși lupta anticorupție a cunoscut un trend ascendent în ultimii ani, iar anchetele Direcției Naționale Anticorupție (DNA) au dus la judecarea unui fost prim-ministru în 2015 și a altor reprezentanți publici importanți, corupția încă afectează multe aspecte ale vieții. Raportul Departamentului de Stat american privind practicile în domeniul drepturilor omului subliniază că mita a rămas un lucru obișnuit în sectorul public. România și Bulgaria sunt singurele membre UE monitorizate prin Mecanismul de Cooperare și Verificare (MCV). MCV a fost instituit la momentul aderării României la Uniunea Europeană în 2007 pentru a remedia deficiențele din reforma sistemului judiciar și din lupta împotriva corupției.
Imaginea României a fost grav afectată de criza politică din 2012, când Comisia Europeană și-a exprimat îngrijorarea cu privire la statul de drept. De asemenea, Comisia a criticat România pentru incapacitatea de a înlătura corupția și influența politică din instituțiile statului. Protestele din 2017, cele mai ample din istoria recentă a României, au avut drept cauză o propunere guvernamentală de dezincriminare a unor forme de corupție.
Brutalitatea forțelor de ordine este și ea o problemă. Poliția Română a fost demilitarizată în 2002, reorganizată și modernizată, astfel încât să fie înlăturate practicile abuzive moștenite din epoca comunistă. Totuși, poliția abuzează uneori de forță și, potrivit raportului Departamentului de Stat al SUA, categoriile cel mai des abuzate de polițiști sunt deținuții, arestații preventiv și romii. În 2016, România a fost condamnată la CEDO pentru abuzurile poliției asupra romilor.

## Condițiile din închisori
În penitenciarele din România sunt închise 29.660 de persoane, deși capacitatea de detenție, calculată la 4 m², este de 17.772. Doar în 2014, România a fost condamnată să plătească 196.400 de euro din cauza condițiilor din închisori. Până la jumătatea lunii iulie a anului 2014, Comisia Europeană a Drepturilor Omului a emis 11 hotărâri împotriva statului român pentru condițiile de detenție precare și tratamentul inuman și degradant din închisori. Aceeași Curte a decis în 2017 că condițiile de detenție din penitenciarele din România contravin Convenției Europene pentru Drepturile Omului și arată o disfuncționalitate structurală care necesită adoptarea de măsuri generale de către stat.
Principalele probleme ale penitenciarelor românești, potrivit APADOR-CH, care a făcut rapoarte privind 17 închisori vizitate în cursul anului 2013, sunt: supraaglomerarea, igiena neadecvată, lipsa programelor educaționale și culturale, tratamentul pacienților vulnerabili, lipsa asistenței medicale potrivite, respectiv condițiile de detenție de la secțiile de poliție. O altă problemă este faptul că mulți deținuți împart paturile, ceea ce duce atât la încălcarea demnității, cât și la probleme de igienă. În articolul 78 din Legea 254/2013 este prevăzut dreptul la muncă al deținuțlor. În aceeași lege este prevăzut faptul că Administrația penitenciarului poate încheia contracte de prestări de servicii cu persoane fizice sau persoane juridice, inclusiv penitenciare, interesate în folosirea la muncă a persoanelor condamnate. Cu toate acestea, doar 8.000 din totalul de aproape 30.000 de deținuți lucrează, majoritatea voluntar, adică fără a fi remunerați. În iulie 2017, președintele Klaus Iohannis a promulgat legea prin care deținuții încarcerați în condiții inumane beneficiază de șase zile reduse din pedeapsă pentru fiecare 30 de zile executate.
În medie, un deținut moare la fiecare trei zile în închisorile României. Potrivit unui raport anual al Administrației Naționale a Penitenciarelor, 102 deținuți au decedat în închisoare în 2013, 26 dintre aceștia suferind o moarte violentă. Într-unul din aceste cazuri, cel al lui Cătălin Resmovici, închis la Penitenciarul Giurgiu, autoritățile au declarat că moartea acestuia a survenit după o supradoză de medicamente, deși unchiul său spunea că a filmat trupul după autopsie și că tânărul avea dinții sparți, o gaură în cap, mâna ruptă și organele genitale distruse. Într-un raport al Departamentului de Stat al Statelor Unite se arată că agresiunile din partea gardienilor sunt frecvente, iar uneori deținuții își atacă și abuzează colegii deținuți.
Mult mai puține femei sunt încarcerate în închisorile din România (5,1% din totalul deținuților la sfârșitul anului 2016). Singura închisoare destinată exclusiv femeilor este cea de la Târgșor. Celelalte deținute sunt găzduite în secțiuni mici ale închisorilor pentru bărbați. Deținutele au, în general, un acces adecvat la tratamentele ginecologice. Cu toate acestea, în cele mai multe cazuri, astfel de tratamente sunt asigurate de medici din afara închisorilor. Femeile deținute nu au, de multe ori, condiții sanitare adecvate, situație întâlnită de altfel la toate categoriile de deținuți. Singurul centru terapeutic pentru femei este cel din cadrul Penitenciarului Gherla, finanțat prin Mecanismul Financiar Norvegian 2009–2014. Comunitatea terapeutică este destinată femeilor cu afecțiuni psihice și este dotată cu cluburi, camere de deținere, cabinete psihologice și spații destinate activităților de reintegrare socială.
Condițiile precare din închisori au fost motivele pentru numeroase proteste din partea deținuților, semnificative fiind protestele din decembrie 2006. Atunci, peste 6.000 de deținuți din 25 de penitenciare au refuzat hrana, iar alți 3.000 au protestat verbal față de condițiile din închisori.

## Drepturile minorităților etnice
În general, minoritățile etnice s-au bucurat în România modernă de drepturi și libertăți care le-au permis să-și conserve și promoveze specificul etnic sau cultural. Persoanele aparținând minorităților naționale se bucură, pe lângă drepturile universale ale omului, și de Constituția României și de drepturi speciale, cu scopul de a menține identitatea grupului minoritar, cel puțin la nivel cultural, lingvistic și religios.
Constituția României prevede egalitatea cetățenilor și interzice discriminarea pe baza naționalității. De asemenea, recunoaște dreptul de a păstra, exprima și dezvolta identitatea națională. Prin Ordonanța 137/2000, România a devenit prima țară din regiune care a adoptat legislație anti-discriminare. Actul definește discriminarea atât direct, cât și indirect, permite măsuri pozitive sau speciale pentru persoane aparținând grupurilor dezavantajate, în ideea asigurării șanselor egale. Domeniile acoperite sunt: angajare, accesul la bunuri și servicii, educație, accesul la protecția și securitatea socială, libertatea de circulație.
Legislația românească prevede garanții importante pentru participarea minorităților naționale în sfera politică. Ilustrativ este cazul minorității maghiare care joacă un rol activ în viața publică din România. În România sunt recunoscute oficial 18 minorități etnice, fiecare dintre acestea (cu excepția celei maghiare) fiind reprezentate automat în Parlamentul României. Lor li se mai adaugă organizații deja constituite ale slavilor macedoneni (de asemenea, cu un reprezentant în Camera Deputaților), ale rutenilor etc.
Dreptul la educație în limba maternă este și el garantat prin legea învățământului. În conformitate cu Constituția revizuită, persoanele aparținând minorităților naționale au dreptul de a utiliza limba maternă în instanțe, iar această posibilitate nu mai este restrânsă doar la instanțele penale.

### Minoritatea maghiară
Minoritatea maghiară se bucură de un statut egal cu cel al populației majoritare, participând prin reprezentanții aleși la administrarea treburilor proprii, dar și ale statului român, iar UDMR, prin prezența sa în Parlamentul României (nouă senatori, 21 de deputați), joacă un rol important în consolidarea sistemului instituțional democratic al României, precum și în realizarea reformelor generale în toate domeniile vieții politice, economice și sociale. Minoritatea maghiară se bucură de școli cu predare în limba maghiară, posturi de televiziune în limba maghiară, limba maghiară folosindu-se în administrație acolo unde populația minoritară de etnie maghiară depășește 10% din populație, existând însă dorința insistentă de autonomie teritorială și pe criterii etnice, ca și o persistență constantă de evitare a folosirii limbii române.

### Discriminarea romilor
Eliberarea Estului european din 1989 de sub dominația sovietică în urma victoriei Occidentului în Războiul rece deschide și problema deplasării persoanelor de la Est spre Vest, în condițiile în care restricțiile de circulație a fostelor state comuniste au fost desființate, dar au rămas active restricțiile de viză țărilor occidentale.( Regulamentul CEE nr. 1612/68 al Consiliului; Directiva 68/360/CEE, Directiva73/148/CEE; Directiva 90/364/CEE și 90/365/CEE-au fost abrogate în 2004). Situația cererii de viză pentru cei care voiau să-și găsească un loc de muncă și o plată mai bună în Occident. Mulți dintre ei erau țigani. CEDO emite documente Protecție 4, art. 2 și 3 prin care decid ”dreptul de a intra și a rămâne pe teritoriul unui stat este rezervat doar ”resortizantului” statului respectiv.

România nu are graniță cu niciun stat occidental, iar toate trecerile  ilegale se făceau de pe teritoriul unor state central-europene ( geografic), situație pe care România nu avea cum să o controleze.

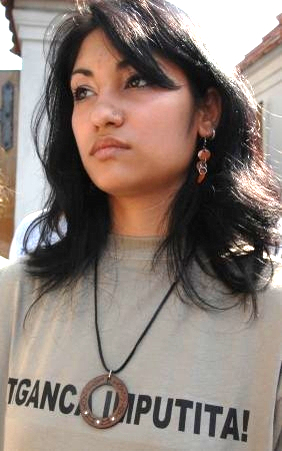
Membră a organizației Romani CRISS protestând în București față de izbucnirea antițiganistă a președintelui Traian Băsescu din mai 2007

În ceea ce privește romii, există atitudini negative și comportamente discriminatorii de factură rasistă. Discriminarea socială sistematică a romilor le afectează acestora dreptul și accesul la educație, locuință, îngrijire medicală și oportunități de angajare adecvate. În 2010 45% din șomerii romi au declarat că etnia constituie unul din principalele motive pentru care nu își pot găsi un loc de muncă.
În societatea românească existența rasismului la adresa romilor a fost puternic negată până în prezent dar este tot mai deschis recunoscută public. Potrivit raportului Amnesty International privind drepturile omului, romii se confruntă cu discriminare sistemică, sărăcie extremă, evacuări forțate din locuințe și rasism din partea autorităților. Conform unui studiu al IRES din 2013, romii sunt descriși de respondenți drept hoți și infractori (20%), leneși, dezinteresați și indiferenți (11%), needucați și necivilizați (8%), iar 58% dintre respondenți nu ar accepta ca în familia lor să intre o persoană de etnie romă. Atitudinile rasiste față de minoritatea romă au constituit unele din numeroasele motive pentru conflicte interetnice, notabile fiind cele de la Hădăreni, Craiova și Racoș. Până pe 20 februarie 1856, populația de etnie romă se afla sub sclavie. Robia țiganilor a durat mai mult de cinci secole în Moldova și Valahia și a contribuit seminificativ la situația romilor de astăzi.
Dacă în perioada de dinainte de 1989 nu se discuta această problemă din cauza politicilor asimilaționiste promovate de catre Partidul Comunist, după 1990 fenomenul a răbufnit. Nu de puține ori Amnesty International semnala în anii '90 forme ale violenței comunitare îndreptate împotriva membrilor acestei etnii sub forma raidurilor întreprinse de poliție până la arderi ale caselor de ceilalți membrii ai altor etnii (vezi Incidentele de la Hădăreni). Cu toate acestea, datele Barometrului Incluziunii Romilor (2007) arată că în perioada 1993–2006 intoleranța etnică față de romi a scăzut constant. Motivele invocate sunt atât cele de natură economică (îmbunătățirea situației economice a populației), cultură politică (acceptarea regulilor jocului democratic, a toleranței și respectului interetnic), dar și cauze de natură instituțională (schimbarea legislativă, existența unor programe de incluziune socială).
Un raport al Consiliului Superior al Magistraturii privind accesul la justiție al romilor și altor grupuri vulnerabile a conchis că sistemul judiciar este insuficient de sensibil la discriminare și că regulile privind ajutorul legal nu au reușit să asigure capacitatea reprezentării legale pentru categoriile vulnerabile, printre care romii.

#### Participarea școlară

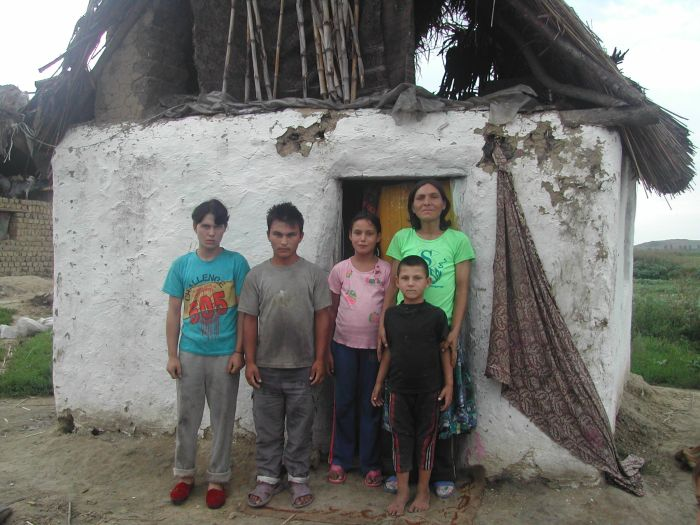
Peste 500.000 de romi trăiesc în sărăcie extremă și doar 17% dintre tinerii romi urmează un liceu sau o școală profesională.

Copiii romi au o probabilitate mai mare decât colegii de altă etnie de a abandona școala; aproape 80% dintre tinerii neșcolarizați sunt de etnie romă, iar 38% dintre aceștia sunt analfabeți funcționali.
Segregarea în educație a copiilor romi este o formă gravă de discriminare. Primele cercetări sociologice care tratează fenomenul segregării școlare a
romilor în România pun în evidență tratamentul diferențiat acordat romilor în cadrul claselor și/sau școlilor segregate. O primă cercetare comprehensivă asupra fenomenului segregării școlare a fost realizată de UNICEF, ICCV și ISE cu colaborarea Ministerului Educației și a fost publicată în 2002. În școlile segregate există un nivel mai scăzut al infrastructurii școlare (absența bibliotecii, mobilier sărac, precaritatea sau inexistența laboratoarelor, absența sălii de sport, a materialelor didactice etc.), precum și resurse umane mai puține și mai slab pregătite (pondere ridicată a personalului necalifcat, fluctuație ridicată de personal, navetism). În școlile/clasele formate exclusiv sau preponderent din elevi romi s-a constatat că promovabilitatea la examenul de capacitate este mai scăzută, analfabetismul funcțional este mai ridicat, rata repetenției este mai ridicată și prezența la concursuri și olimpiade este mai mică. Abandonul școlar, deopotrivă în învățământul primar și în cel gimnazial, este mult mai ridicat în școlile segregate comparativ cu celelalte școli. Cu alte cuvinte, există o puternică relație între segregarea școlară, care implică o calitate scăzută a educației, și nivelul abandonului școlar. Școlile segregate influențează în mod negativ participarea școlară, iar segregarea este una dintre cauzele abandonului școlar.

## Drepturile imigranților
Numărul imigranților în România este foarte mic, de aproximativ 0,3% din populația generală. În România sunt înregistrați peste 66.000 de imigranți cu forme legale care provin din afara statelor Uniunii Europene, Spațiului Economic European și Confederației Elvețiene. Cadrul juridic care reglementează regimul străinilor în România, al cetățenilor statelor membre UE și SEE, precum și normele de drept care reglementează azilul în România este conferit de OUG 194/2002 privind regimul străinilor în România republicată, cu completările ulterioare, OUG 102/2005 privind libera circulație pe teritoriul României a cetățenilor statelor membre ale UE și ale SEE, aprobată cu modificări și completări prin Legea nr. 260/2005, cu modificările și completările ulterioare și OUG 56/2007 privind încadrarea în muncă și detașarea străinilor pe teritoriul României, aprobată cu modificări și completări prin Legea nr. 134/2008.
Barierele de limbă, diferențele culturale, lipsa de relații sociale în România, nereprezentarea sindicală, precum și absența unui set de informații legate de drepturile de care pot beneficia ca angajați în România fac ca muncitorii străini să reprezinte o țintă ușoară pentru unii angajatori care intenționează să profite de statutul de imigrant al unei persoane. Dacă un angajator încetează contractul de muncă al unui imigrant, acesta devine ilegal în 60 de zile. Odată intrat în ilegalitate, nu mai are soluții de revenire și este deportat.
Atât mesajele unor decidenți politici, cât și o parte a opiniei publice din România, arată o atitudine de respingere față de refugiați. Potrivit unui sondaj IRES din august 2015, doar 43% dintre respondenți spun că sunt de acord ca în localitatea lor să se mute imigranți.

### Evaluări
80–100 – favorabil
     60–79 – ușor favorabil
     41–59 – nici favorabil, nici nefavorabil
     21–40 – ușor nefavorabil
     1–20 – nefavorabil
     0 – critic nefavorabil
| Domeniu                    | Scor |
| -------------------------- | ---- |
| Mobilitate pe piața muncii | 57   |
| Reuniune de familie        | 67   |
| Educație                   | 20   |
| Sănătate                   | 45   |
| Participare politică       | 0    |
| Rezidență permanentă       | 57   |
| Acces la cetățenie         | 34   |
| Anti-discriminare          | 78   |

## Discriminarea minorităților sexuale

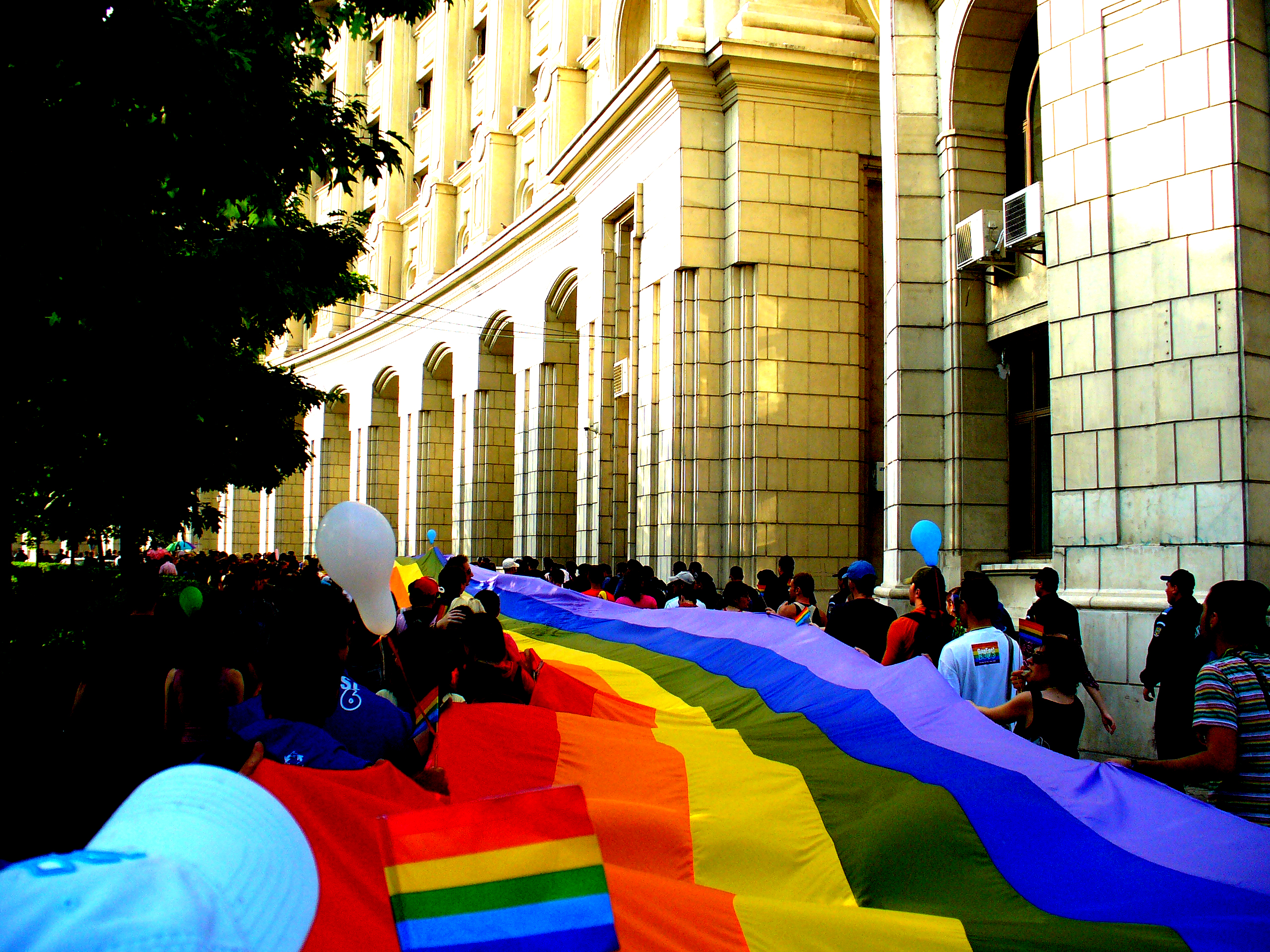
Demonstrație în sprijinul comunității LGBT în București, iunie 2006

Deși din punct de vedere juridic, situația actuală poate fi considerată stabilă în România, discriminarea lesbienelor, homosexualilor, bisexualilor și a persoanelor transgender este o realitate prezentă în domenii precum serviciile publice, relațiile de muncă, comportamentul și practicile angajaților Poliției Române, sistemul penitenciar, reflectarea în mass-media, chiar și în relațiile de familie. De asemenea, există prejudecăți și stereotipuri privind persoanele transgen din România, acestea fiind considerate de majoritatea românilor anormale. Legea care reglementează capacitatea persoanelor transexuale de a-și schimba identitatea este vagă și incompletă, conducând la inconsecvențe în practica juridică în privința recunoașterii legale a identității de gen și, în unele cazuri, schimbarea identității nu a fost permisă în lipsa intervenției medicale de schimbare de sex. Din cauza procedurii legale anevoioase, în multe cazuri persoanele transexuale nu au putut obține documente care să reflecte identitatea lor de gen, ceea ce a condus la dificultăți în obținerea accesului la toate serviciile pentru care este necesară prezentarea documentelor de identitate (îngrijire medicală, abonament de transport, servicii bancare).
Minoritățile sexuale se consideră cele mai nedreptățite din România, după cei care au SIDA, potrivit Consiliului pentru Combaterea Discriminării. De altfel, într-un raport al Comisiei Europene, intoleranța generală față de homosexuali și lesbiene apare ca fiind de două ori mai mare decât media europeană.
România este una din ultimele țări din Uniunea Europeană care nu recunoaște nicio formă de uniune civilă între persoanele de același sex. Alte state membre UE care nu recunosc astfel de uniuni sunt Bulgaria, Letonia, Lituania, Polonia și Slovacia. România recunoaște, totuși, în urma unei decizii a CCR, dreptul de liberă circulație și ședere al soților de același sex.

### Statistici
Un raport al Agenției pentru Drepturi Fundamentale din 2013 arată că 54% dintre respondenții LGBT români au declarat că s-au simțit discriminați sau hărțuiți în ultimul an, în contextul în care puține persoane LGBT își asumă public orientarea sexuală sau identitatea de gen. Potrivit lui Csaba Asztalos, președintele Consiliului Național pentru Combaterea Discriminării, persoanele LGBT reprezintă cea mai marginalizată și discriminată minoritate din țară. În ceea ce privește piața muncii, 22% din respondenți au indicat o formă de discriminare la angajare. De asemenea, cel puțin șapte din 10 persoane transgender și bisexuale nu au spus nimănui din mediul profesional despre orientarea lor sexuală de teama discriminării. O pătrime din intervievați (26%) au fost atacați sau agresați în apropierea casei sau pe stradă. Procentul crește la 35%, în cazul persoanelor transgender. 23% dintre lesbiene și 22% dintre persoanele transgender au fost hărțuite sexual. Unul din 15 respondenți (7%) spune că a fost atacat de un membru al familiei sau de un cunoscut. Aproape o treime din respondenți (29%) spun că nu au depus plângere la poliție pentru că s-au temut că autoritățile sunt homofobe.
Un studiu al Institutului Național de Cercetare Științifică în Domeniul Muncii și Protecției Sociale din 2008 relevă faptul că 60,7% dintre români consideră homosexualitatea un pericol pentru societate, sugerând astfel un nivel ridicat de intoleranță față de membrii minorităților sexuale. Subiecții din mediul rural care rămân mai atașați valorilor tradiționale resping ideea homosexualității în pondere de 70%. Mediul urban, purtător al valorilor modernității printre care se numără și diversitatea și toleranța, este caracterizat de o deschidere mai mare în privința persoanelor cu orientare sexuală diferită de cea a majorității. Același trend se observă în cazul respondenților cu studii superioare, mai toleranți și deschiși la diversitate.

## Drepturile femeilor

Părțile (albastru) și semnatarii (roșu) Convenției Consiliului Europei privind prevenirea și combaterea violenței împotriva femeilor și a violenței domestice

Statul român garantează egalitatea de șanse între femei și bărbați pentru ocuparea tuturor funcțiilor și demnităților. Orice formă de discriminare bazată pe criteriul de sex este interzisă.
În România, salariul lunar încasat de femei este cu 12,5% sub cel al partenerilor de gen masculin. În ceea ce privește numărul de femei implicate în viața politică, România se situează pe locul 77 din cele 145 de țări analizate în cadrul Raportului Global al Echilibrului de Gen 2015. Numai 20.7% din membrii Camera Deputaților și 14.0% în Senat sunt femei.
Violența asupra femeilor ocupă, în România, primul loc în ceea ce privește cazurile de violență domestică. „Violența împotriva femeilor” a fost recunoscută ca și concept în legislația din România prin ratificarea Convenției de la Istanbul, intrată în vigoare în septembrie 2016. România ocupă primul loc în Uniunea Europeană la capitolul violență domestică. Date oficiale arată că la fiecare 30 de secunde se produce o agresiune fizică asupra unei femei în România. Potrivit unui raport al Agenției pentru Drepturi Fundamentale a Uniunii Europene, 30% din femeile din România au fost subiectul violenței de natură fizică sau sexuală la un moment dat în viață după vârsta de 15 ani. Legat de experiența de violență în copilărie, un procent de 24% dintre femeile din România spun că au fost supuse la violență fizică sau sexuală de către un adult înainte de vârsta de 15 ani.
La nivel perceptiv, un sondaj INSCOP arată că 30% dintre români sunt de acord cu afirmația că „femeile mai sunt bătute și din vina lor”, iar 6,4% susțin că „un bărbat care nu-și bate femeia nu o iubește cu adevărat”, în timp ce 7,3% sunt de acord cu afirmația că „femeia este proprietatea bărbatului”. Potrivit aceluiași sondaj, 8,1% dintre respondenți cred că „bătaia este ruptă din rai”.

### Dreptul la avort
Legal la cerere
     Ilegal cu excepții pentru viața, sănătatea mintală, integritatea corporală a mamei, viol, defecte fetale și/sau factori socio-economici
     Ilegal cu excepții pentru viața, sănătatea mintală, integritatea corporală a mamei, viol și/sau defecte fetale
     Ilegal cu excepții pentru viața, sănătatea mintală, integritatea corporală a mamei și/sau viol
     Ilegal cu excepții pentru viața, sănătatea mintală și/sau integritatea corporală a mamei
     Ilegal fără nicio excepție
     Variază
     Fără informații

Legislația privind avortul în Europa
Legal la cerere
Ilegal cu excepții pentru viața, sănătatea mintală, integritatea corporală a mamei, viol, defecte fetale și/sau factori socio-economici
Ilegal cu excepții pentru viața, sănătatea mintală, integritatea corporală a mamei, viol și/sau defecte fetale
Ilegal cu excepții pentru viața, sănătatea mintală, integritatea corporală a mamei și/sau viol
Ilegal cu excepții pentru viața, sănătatea mintală și/sau integritatea corporală a mamei
Ilegal fără nicio excepție
Variază
Fără informații

În România, dreptul unei femei de a avea sau nu un copil este prevăzut în articolul 28 din Legea nr. 46/2003 privind drepturile pacientului. Articolul 201 din Noul Cod Penal incriminează persoanele care efectuează avorturi ilegale. Avortul este considerat ilegal dacă este efectuat în afara unităților medicale autorizate special pentru a oferi acest serviciu medical, dacă este efectuat fără consimțământul femeii sau dacă sarcina este de peste 14 săptămâni, cu excepția cazurilor când avortul este necesar pentru a salva viața, sănătatea sau integritatea corporală a femeii de la un pericol iminent sau din motive terapeutice. Avortul fără restricții cu privire la motiv este astfel permis în primele 14 săptămâni de sarcină. Totuși, avortul la cerere nu este subvenționat de stat; o femeie trebuie să plătească din buzunarul ei o taxă care variază între 100 și 200 de euro. În ciuda unei legislații relativ liberale privind avortul, femeile din România continuă să recurgă la avorturi ilegale și nesigure. Conform datelor oficiale ale statului, numărul de avorturi ilegale, după care femeile au avut nevoie de îngrijire post-avort din cauza complicațiilor survenite în urma avortului ilegal, a crescut în ultimii ani. Au existat 53 de cazuri de avorturi ilegale înregistrate în anul 2009, 54 de cazuri în 2010, 83 de cazuri în 2011 și 119 cazuri în 2012.
Dreptul la avort a fost deseori contestat de biserică și organizațiile conservatoare. Relevant în acest caz este „Marșul pentru viață”, organizat anual în zeci de orașe din România și Republica Moldova. Imixtiunea bisericii este și unul din motivele pentru care România este astăzi una dintre ultimele țări europene în care nu există educație sexuală în școli. Cu toate acestea, România înregistrează cel mai mare număr de nașteri la adolescentele sub 15 ani dintre statele membre ale UE, iar 60% dintre gravide nu merg la medic în timpul sarcinii, din cauza sărăciei și lipsei de educație.
Conform Institutului Național de Statistică și Eurostat, România are cea mai mare rată de femei care recurg la avort din UE, dar și cei mai puțini medici dispuși să le asiste. O cercetare ECPI din anul 2013, vizând peste 60 de spitale din România, arată că numărul unităților medicale în care se fac avorturi la cerere fără să se țină cont de sărbătorile religioase este în scădere: doar trei spitale în 2013 comparativ cu 15 spitale în 2010. Iar numărul unităților medicale în care nu se mai fac deloc avorturi la cerere, în nicio perioadă a anului, s-a dublat față de anul 2010 de la șase spitale la 13 spitale în 2013. Aceeași cercetare notează că s-a înregistrat o schimbare de discurs din partea personalului medical. Femeile sunt mai des stigmatizate pentru că solicită informații despre avortul la cerere și personalul medical face mai des apel la un așa-zis „drept” pe care l-ar avea de a refuza pe motive de religie sau conștiință acordarea acestui serviciu medical. În acest sens, Comitetul ONU pentru Drepturi Economice, Sociale și Culturale și-a exprimat îngrijorarea față de creșterea numărului de cadre medicale care refuză efectuarea serviciului medical de întrerupere de sarcină.

## Drepturile copilului
În Romania, toți reprezentanții autorității publice și private autorizate, persoanele fizice și juridice responsabile cu protecția copilului, au obligația să se asigure că drepturile copilului sunt respectate conform literei legii. În afară de Convenția asupra Drepturilor Copilului, sistemul care reglementează aplicarea legii în această privință este completat de Legea 272/2004 și de Convenția de la Lanzarote, referitoare la protecția copiilor împotriva exploatării și abuzurilor sexuale.

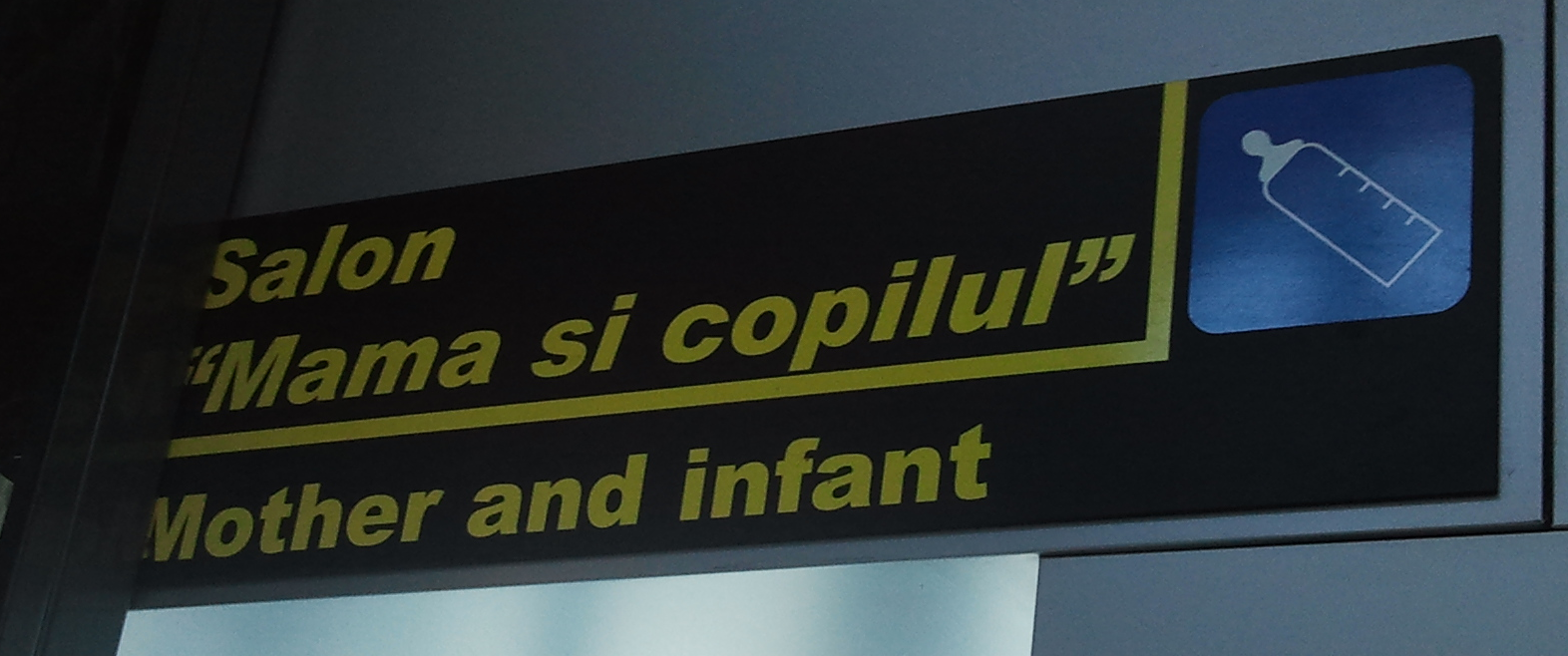
Însemn discriminatoriu la adresa părinților de sex masculin în aeroportul Otopeni

Mai multe lacune în sistemul social și politic al României conduc la nerespectarea drepturilor copiilor în anumite circumstanțe. Cele mai frecvente situații sunt acelea în care părinții de sex masculin sunt discriminați în instanță cu privire la primirea custodiei. Magistrații implicați în cauze cu minori nu sunt suficient de bine pregătiți, instanțele de judecată nu se preocupă de acordarea dreptului la legături personale cu ambii părinți după divorț, iar copiii nu sunt asistați psihologic în urma separării părinților, pentru vindecarea traumelor suferite. În România nu există o metodologie de audiere a minorilor în instanță, iar legile vechi încă permit violența părinților în scop educativ.
Recensământul social a 120.000 de gospodării realizat de UNICEF arată că cel puțin un copil din zece este victima unei forme de violență. O altă estimare a Federației Organizațiilor Neguvernamentale pentru Copil (FONPC) arată că doi copii din România sunt, în medie, victime ale unei forme de abuz în fiecare oră. Violența domestică este percepută ca un lucru normal. 60% din populație este tolerantă față de comportamentele violente în cadrul familiei. În 2011 au fost înregistrate peste 11.000 de cazuri de abuz, neglijare și exploatare. Cu toate acestea, se consideră că numărul de cazuri înregistrate reflectă doar o mică parte din cazurile de violență și abuz. Se estimează însă că la fiecare caz raportat există alte 100 neștiute.
În prezent, peste jumătate dintre copiii români (51%) trăiesc sub spectrul sărăciei, iar unii chiar în sărăcie extremă, care le limitează dreptul la creștere și dezvoltare fizică normală. Munca copiilor este utilizată pe scară largă, mai ales în zonele rurale. Potrivit datelor Organizației Internaționale a Muncii, în România aproximativ 80.000 de copii sunt implicați în afaceri ilegale, printre care se numără traficul de droguri și prostituția.

### Căsătoriile minorilor
România a luat în ultimii ani măsuri legale pentru a stopa fenomenul căsătoriilor timpurii, de natură a afecta negativ copiii. Astfel, în anul 2007, Legea nr. 288/2007 a egalizat vârsta de căsătorie a ambelor sexe. Conform noului Cod civil al României, intrat în vigoare în octombrie 2011, vârsta legală pentru căsătorie este de 18 ani, conform Art. 272, cu mențiunea că „pentru motive temeinice” se poate aproba legal căsătoria de la 16 ani. Astfel de căsătorii timpurii sunt comune în special în cadrul minorității rome.

## Accesul la servicii medicale
Potrivit Asociației Pacienților din România, nouă din zece bolnavi nu își cunosc drepturile în spitale și în fața medicilor. Mulți dintre cei care ajung în spitale își plătesc singuri tratamentele și analizele care, în mod normal, ar trebui să fie gratuite. Au fost reportate numeroase cazuri în care copii și bătrâni au fost abuzați fizic și emoțional de cadrele medicale. Mai mult, lipsa paturilor și a dotărilor din spitalele românești duce la supraaglomerare și, implicit, servicii medicale precare.

### Situația bolnavilor de SIDA
Nu există date
     <0,1%
     0,1–0,5%
     0,5–1%
     1–5%
     5–15%
     15–50%

Prevalența HIV/SIDA în 2009
Nu există date
<0,1%
0,1–0,5%
0,5–1%
1–5%
5–15%
15–50%

Persoanele seropozitive au aceleași drepturi și obligații ca orice altă persoană și trebuie să le cunoască și să se raporteze la ele ori de câte ori prejudecățile sociale ajung să i le refuze, pe nedrept. La fel ca orice persoană sănătoasă, pacienții diagnosticați cu virusul HIV pozitiv au dreptul la educație, la un loc de muncă, la tratament medical, la liberă circulație, la căsătorie, la întemeierea unei familii etc. Aceste drepturi sunt cuprinse în Legea nr. 584 din 29 octombrie 2002, dar și în alte acte normative care reglementează HIV/SIDA.
Cu toate acestea, un raport din august 2006 publicat de Human Rights Watch arată că legislația românească în vigoare prevede puține sancțiuni semnificative pentru cei care discriminează, iar legile care interzic discriminarea persoanelor afectate de HIV sunt rareori puse în aplicare. Nerespectarea confidențialității cu privire la statutul persoanelor seropozitive este frecventă și rareori pedepsită. Personalul medical, personalul școlar, asistenții sociali, oficialitățile și poștașii sunt surse comune de scurgeri de informații, la fel cum sunt și documentele judiciare, certificatele de handicap, precum și analizele medicale pentru angajare. Același raport relevă faptul că pacienții care trăiesc cu HIV se confruntă cu discriminarea în accesul la serviciile medicale necesare, inclusiv îngrijiri stomatologice, dermatologice, specialiști ORL, ginecologice, menținerea sănătății mintale, intervenții chirurgicale de rutină și de urgență, precum și transportul de urgență pentru pacienții care sângerează. Cu toate că persoanele afectate de HIV sunt susceptibile la depresie, anxietate și tulburări psihiatrice, există puține programe naționale de sănătate mintală pentru a le trata. Pacienții cu HIV au de asemenea dificultăți în accesarea medicației pentru infecții oportuniste comune, care, prin lege, ar trebui să fie platită de stat și disponibilă prin farmaciile private sau ale spitalelor.
Același scenariu se aplică și în câmpul muncii. Potrivit cercetării „HIV/SIDA și locul de muncă”, realizată de Uniunea Națională a Organizațiilor Persoanelor Afectate de HIV/SIDA (UNOPA) din România, numărul angajatorilor dispuși să angajeze persoane seropozitive este scăzut, angajatorii nu cunosc și nu aplică, decât într-o proporție foarte mică, legislația referitoare la persoanele cu handicap/persoanele seropozitive. Studiul mai evidențiază că numărul persoanelor seropozitive angajate care și-au făcut cunoscut statutul este îngrijorător de mic iar politica la locul de muncă nu este susținută de informare și educare, pentru a ajuta lucrătorii să învețe despre realitățile și miturile transmiterii virusului HIV.
Mai mult de 7.200 dintre copiii și tinerii români între 15 și 19 ani trăiesc cu HIV – cel mai mare grup de acest fel din orice stat european. Marea majoritate au fost infectați cu HIV între 1986 și 1991 ca rezultat direct al politicilor guvernamentale care i-au expus acelor de seringă contaminate și sângelui netestat. În ciuda faptului că România a dezvoltat progresiv accesul la medicamente antiretrovirale, acești copii și tineri trebuie să înfrunte stigmatizarea și discriminarea generalizate care de multe ori conduc la încălcări ale dreptului lor la educație, sănătate, confidențialitate, informație și protecție.

## Persoanele cu dizabilități
Legea interzice discriminarea persoanelor cu dizabilități fizice, senzoriale, intelectuale și mintale la locul de muncă, în educație, în accesul la mijloace de transport (fără a menționa transportul aerian), în accesul la serviciile medicale sau la alte servicii.
În multe cazuri, persoanele cu dizabilități se confruntă cu discriminarea autorităților și a societății. Conform unui raport elaborat de Agenția pentru Drepturi Fundamentale a UE (ADF), publicat în iunie 2012, doar 1% dintre persoanele cu dizabilități mintale aveau un loc de muncă. Raportul ADF indică, de asemenea, că persoanele cu dizabilități mintale din instituții, în special copiii, sunt victimele diverselor forme de intimidare, hărțuire și abuz. Conform unui studiu finanțat din fonduri UE și publicat în 2012, 87% dintre respondenți considerau discriminarea (în sensul larg al cuvântului) una dintre marile probleme cu care se confruntă persoanele cu dizabilități.
Între octombrie 2013 și martie 2014, pe baza unor protocoale scrise, încheiate cu Ministerul Muncii și cu Ministerul Sănătății, reprezentanți ai Centrului pentru Resurse Juridice (CRJ) au efectuat vizite neanunțate la centre publice și private destinate copiilor cu dizabilități. În urma vizitelor, CRJ a identificat o serie de încălcări ale unora dintre drepturile pacienților și ale legii. CRJ a constatat că nu există proceduri eficiente de înregistrare și soluționare a plângerilor și că abuzul verbal și fizic al copiilor, sedarea, limitarea excesivă a mișcării, lipsa igienei, condițiile neadecvate, lipsa îngrijirii medicale și lipsa accesului la educație sunt probleme des întâlnite. Aproape 25.000 de copii și adulți cu dizabilități mintale trăiesc în centre rezidențiale, ce funcționează în regim privativ de libertate. Peste 4.000 de persoane cu dizabilități mintale aflate în grija statului au murit între 2010 și 2015, în condiții necunoscute.

## Traficul de persoane
Femeile și copiii români sunt victime ale traficului de persoane în România și în alte state europene. Copiii romi sunt în mod deosebit vulnerabili la cerșetorie și criminalitate forțate. România, ca entitate statală din Europa de Est, este în primul rând o țară de origine pentru victimele traficului de persoane. De asemenea, România este și țară de destinație pentru un număr limitat de victime ale traficului internațional de ființe umane, inclusiv victime ale traficului în scopul exploatării sexuale din Republica Moldova și Polonia și victime ale traficului prin muncă din Bangladesh, China, Filipine și Serbia.
Întrucât traficul de persoane constituie o violare a drepturilor omului și o atingere adusă demnității și integrității ființei umane, așa cum se afirmă în toate documentele internaționale în materie, România a adoptat gradual, alături de alte state ale lumii și, în speță, ale Uniunii Europene, un ansamblu de măsuri legislative și de alt ordin, destinate construcției, consolidării și eficientizării continue a dispozitivului național, în contextul consolidării cooperării internaționale, în scopul prevenirii și combaterii acestui fenomen. În legislația națională traficul de persoane este definit în art. 12 și art. 13 ale Legii nr. 678/2001 pentru prevenirea și combaterea traficului de persoane. În februarie 2015, guvernul a aprobat modificările la Codul Penal prin care a înăsprit pedepsele pentru prostituția în rândul copiilor, dar și violul și agresiunea sexuală săvârșite asupra unui minor.
Autoritățile și ONG-urile au identificat 757 de victime în 2014, număr în scădere în comparație cu 896 de victime identificate în 2013. 63% dintre victime (475 de persoane) au fost traficate în scopul exploatării sexuale, iar 25% (188 de persoane) au fost traficate în scopuri de muncă forțată în agricultură și construcții. Legislația românească asigură străinilor victime ale traficului de persoane o perioadă de reflecție de 90 de zile, însă experții au semnalat faptul că aceasta nu a fost întotdeauna respectată în practică. Victimele care cooperează cu autoritățile în vederea identificării traficanților pot primi drept de ședere temporară în țară pe o perioadă de șase luni.
Agenția Națională Împotriva Traficului de Persoane (ANITP) este structura de specialitate, aflată în subordinea Ministerului Afacerilor Interne, cu atribuții de coordonare, evaluare și monitorizare la nivel național a aplicării politicilor în domeniul traficului de persoane de către instituțiile publice, precum și a celor din domeniul protecției și asistenței acordate victimelor acestuia.

## Libertatea presei

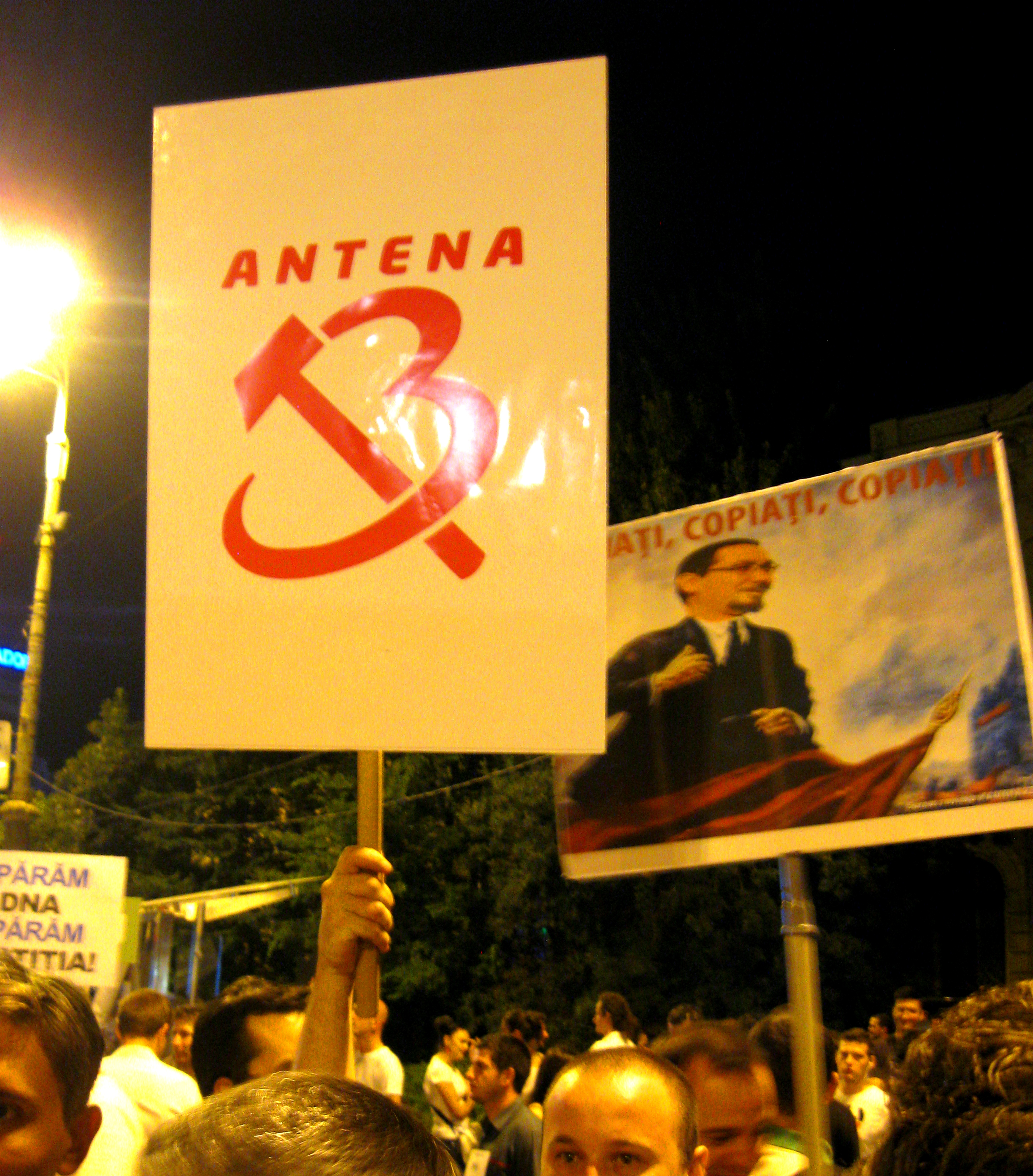
Protestatar afișând o pancartă cu sigla postului de televiziune Antena 3 și însemnele Partidului Comunist. Antena 3 a fost criticată de ActiveWatch în 2012 pentru dezinformare în masă în preajma alegerilor parlamentare din decembrie.

În 2019, România s-a situat pe locul 47 în clasamentul internațional anual privind libertatea presei, realizat de organizația Reporteri fără frontiere, în scădere cu trei locuri față de anul precedent (când s-a situat pe locul 44). De asemenea, în raportul Freedom House pe anul 2017, starea libertății presei din România a fost descrisă ca „parțial liberă”. România este țara a cărei Strategie Națională de Securitate arată că „fenomenul campaniilor de presă la comandă cu scopul de a denigra instituții ale statului, prin răspândirea de informații false despre activitatea acestora, presiunile exercitate de trusturi de presă asupra deciziei politice în vederea obținerii de avantaje de natură economică sau în relația cu instituții ale statului reprezintă o vulnerabilitate a statului român”. Într-un articol critic la starea libertății presei în România, Reporteri fără frontiere menționa ca principale nereguli aservirea presei de către patronii cu interese politice (Dan Voiculescu, Sebastian Ghiță, Adrian Sârbu, Alexander Adamescu, Dan Andronic etc.) și „politizarea” și „incompetența” Consiliului Național al Audiovizualului. Tot RSF nota în 2019 că „starea peisajului media actual și puțina considerație a autorităților pentru jurnalism și presă, în general, evidențiază o cenzură politică tot mai mare și o creștere a autocenzurii în redacții”. Mai mult, „presa s-a transformat progresiv într-un instrument de propagandă politică: mass-media sunt foarte politizate, mecanismele lor de finanțare sunt puțin transparente, chiar corupte, și politicile editoriale depind de interesele proprietarului mass-media”. RSF și-a exprimat îngrijorarea în legătură cu faptul că „autoritățile îi presează în mod constant pe jurnaliști să-și dezvăluie sursele și încearcă să reducă la tăcere orice voce critică împotriva sistemului”.
Mai mult de jumătate dintre români (52%) au declarat că presa din România este „mai degrabă dependentă” sau „dependentă”, un  român din cinci este de părere că presa este liberă („complet independentă” sau „mai degrabă independentă”), iar 24% dintre români cred că presa „nu este nici independentă, nici dependentă”.

## Libertatea religioasă

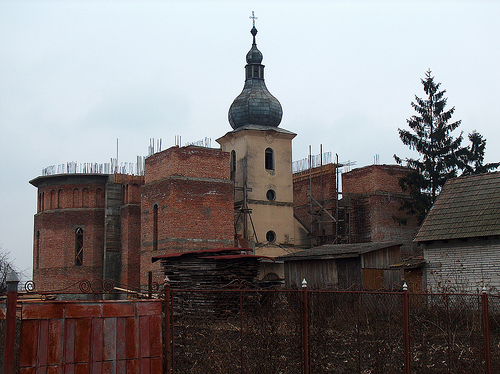
Vechea biserică greco-catolică din Ungheni (monument istoric), înghițită de construcția unei biserici ortodoxe

Constituția și legile țării protejează libertatea religioasă, iar în practică, guvernul respectă, în general, libertatea religioasă. Cu toate acestea, autoritățile locale nu au reușit să răspundă plângerilor de discriminare înaintate de către grupurile religioase minoritare. Lipsa progresului în ceea ce privește retrocedarea bisericilor greco-catolice transferate de către fosta guvernare comunistă Bisericii Ortodoxe Române, în toamna lui 1948, rămâne o problemă semnificativă.
Guvernul recunoaște în prezent un număr de 18 religii și culte religioase. Religiile recunoscute oficial au dreptul să înființeze școli, să primească fonduri pentru construirea de biserici, să plătească salariile clericilor cu fonduri de stat (statul asigura aproximativ 60% din salariile personalului clerical și neclerical în 2012), să subvenționeze locuințele clerului, să difuzeze programe religioase la radio și televiziune, să solicite licențe de difuzare a frecvențelor denominaționale și să beneficieze de statutul de scutit de la impozite.
Au fost raportate cazuri de discriminare socială pe bază de apartenență religioasă, credință sau practici religioase. Unii clerici ortodocși continuă să afișeze ostilitate față de grupuri religioase neortodoxe, împiedicându-le, printre altele, accesul în cimitire. Grupurile religioase minoritare și ONG-urile au fost preocupate de obligativitatea predării religiei în școli promovată de guvern, deși au reacționat pozitiv la decizia guvernului de a interzice afirmațiile discriminatorii din manualele de religie. De altfel, în noiembrie 2014, Curtea Constituțională a decis că obligația de a face cerere pentru ca un elev să nu participe la ora de religie, prevăzută în Legea educației, este neconstituțională.
Căsătoriile între ortodocși și neortodocși (catolici, adventiști etc.) nu sunt permise de canoanele Bisericii Ortodoxe Române (BOR). Astfel de căsătorii sunt permise doar dacă se vor boteza și crește copiii rezultați din căsătorie în canoanele Bisericii Ortodoxe. Solicitările celor care vor să-și unească și religios viața cu un neortodox sunt, de obicei, aprobate prin dispensă. Pe de altă parte, căsătoria dintre ortodocși și necreștini (musulmani, budiști etc.) este absolut interzisă.

## Libertatea de întrunire
Libertatea de întrunire este consacrată de articolul 39 din Constituția României, care prevede că „mitingurile, demonstrațiile, procesiunile sau orice alte întruniri sunt libere și se pot organiza și desfășura numai în mod pașnic, fără niciun fel de arme”. Desfășurarea adunărilor publice a fost reglementată în 2018 printr-o decizie a Înaltei Curți de Casație și Justiție, potrivit căreia „există obligația de declarare prealabilă a adunărilor publice, atunci când adunările urmează să se desfășoare în piețe ori pe căile publice (drum public, parte carosabilă și trotuar) sau în alte locuri (...) situate în imediata vecinătate a sediilor ori imobilelor persoanelor juridice de interes public sau privat”. Decizia ÎCCJ a fost primită cu critici, de vreme ce dreptul de a protesta este garantat de Constituție, iar Legea nr. 60/1991 permite organizarea protestelor cu condiția să fie declarate în prealabil și fără să fie nevoie de o autorizare din partea primăriei. Autoritățile locale pot interzice adunarea dacă se încearcă răsturnarea ordinii sociale, dacă locul de protest este deja ocupat de o altă manifestație sau dacă în zonă se fac lucrări de utilitate publică.

## Evaluarea drepturilor și libertăților de către ONG-uri
| Freedom House                                   | Freedom House        | Freedom House        | Freedom House        | Economist Intelligence Unit                                                                      | Economist Intelligence Unit | Transparency International   |
| Freedom in the World                            | Freedom in the World | Freedom in the World | Freedom in the World | Democracy Index                                                                                  | Democracy Index             | Corruption Perceptions Index |
| Starea libertății Liber, Parțial liber, Neliber | Drepturi politice    | Libertăți civile     | Scor agregat         | Evaluarea democrației Democrație completă, Democrație defectuoasă, Regim hibrid, Regim autoritar | Scor                        | Percepția asupra corupției   |
| ----------------------------------------------- | -------------------- | -------------------- | -------------------- | ------------------------------------------------------------------------------------------------ | --------------------------- | ---------------------------- |
| Liber                                           | 2/7                  | 2/7                  | 84/100               | Democrație defectuoasă                                                                           | 6,62                        | 48                           |

## Tratate internaționale
România, ca stat, a ratificat – obligându-se, astfel, la respectarea prevederilor – o serie de documente internaționale care garantează drepturile omului. 
     Semnat și ratificat
     Doar semnat
     Nesemnat
| \| Tratat[194][195] \| Organizație \| Introdus \| Semnat \| Ratificat \| \| Convenția pentru prevenirea și reprimarea crimei de genocid \| ONU \| 1948 \| – \| 1950 \| \| Convenția pentru apărarea drepturilor omului și a libertăților fundamentale \| Consiliul Europei \| 1950 \| 1993 \| 1994 \| \| Convenția privind statutul refugiaților \| ONU \| 1951 \| – \| 1991 \| \| Convenția europeană de asistență socială și medicală \| Consiliul Europei \| 1953 \| – \| – \| \| Carta socială europeană \| Consiliul Europei \| 1961 \| 1994 \| – \| \| Convenția internațională privind eliminarea tuturor formelor de discriminare rasială \| ONU \| 1966 \| – \| 1970 \| \| Pactul internațional cu privire la drepturile economice, sociale și culturale \| ONU \| 1966 \| 1968 \| 1974 \| \| Pactul internațional cu privire la drepturile civile și politice \| ONU \| 1966 \| 1968 \| 1974 \| \| Convenția asupra imprescriptibilității crimelor de război și a crimelor contra umanității \| ONU \| 1968 \| 1969 \| 1969 \| \| Convenția europeană privind securitatea socială \| Consiliul Europei \| 1972 \| – \| – \| \| Convenția internațională asupra eliminării și reprimării crimei de apartheid \| ONU \| 1973 \| 1974 \| 1978 \| \| Convenția asupra eliminării tuturor formelor de discriminare față de femei \| ONU \| 1979 \| 1980 \| 1982 \| \| Convenția pentru protecția indivizilor cu privire la procesarea automată a datelor personale \| Consiliul Europei \| 1981 \| 1997 \| 2002 \| \| Convenția împotriva torturii și altor pedepse ori tratamente cu cruzime, inumane sau degradante \| ONU \| 1984 \| – \| 1990 \| \| Convenția internațională împotriva apartheidului în sport \| ONU \| 1985 \| – \| – \| \| Convenția cu privire la drepturile copilului \| ONU \| 1989 \| 1990 \| 1990 \| \| Convenția europeană pentru prevenirea torturii și a pedepselor sau tratamentelor inumane sau degradante \| Consiliul Europei \| 1987 \| 1993 \| 1994 \| \| Convenția internațională privind protecția drepturilor tuturor lucrătorilor migranți și a membrilor familiilor acestora \| ONU \| 1990 \| – \| – \| \| Carta europeană a limbilor regionale sau minoritare \| Consiliul Europei \| 1992 \| 1995 \| 2008 \| \| Convenția-cadru pentru protecția minorităților naționale \| Consiliul Europei \| 1995 \| 1995 \| 1995 \| \| Convenția Consiliului Europei privind lupta împotriva traficului de ființe umane \| Consiliul Europei \| 2005 \| 2005 \| 2006 \| \| Convenția privind drepturile persoanelor cu dizabilități \| ONU \| 2006 \| 2007 \| 2011 \| \| Convenția internațională cu privire la protecția tuturor persoanelor contra disparițiilor forțate \| ONU \| 2006 \| 2008 \| – \| \| Convenția Consiliului Europei privind prevenirea și combaterea violenței împotriva femeilor și a violenței domestice \| Consiliul Europei \| 2011 \| 2014[196] \| 2016[197] \| |                   |          |        |           |
| Tratat | Organizație       | Introdus | Semnat | Ratificat |
| Convenția pentru prevenirea și reprimarea crimei de genocid | ONU               | 1948     | –      | 1950      |
| Convenția pentru apărarea drepturilor omului și a libertăților fundamentale | Consiliul Europei | 1950     | 1993   | 1994      |
| Convenția privind statutul refugiaților | ONU               | 1951     | –      | 1991      |
| Convenția europeană de asistență socială și medicală | Consiliul Europei | 1953     | –      | –         |
| Carta socială europeană | Consiliul Europei | 1961     | 1994   | –         |
| Convenția internațională privind eliminarea tuturor formelor de discriminare rasială | ONU               | 1966     | –      | 1970      |
| Pactul internațional cu privire la drepturile economice, sociale și culturale | ONU               | 1966     | 1968   | 1974      |
| Pactul internațional cu privire la drepturile civile și politice | ONU               | 1966     | 1968   | 1974      |
| Convenția asupra imprescriptibilității crimelor de război și a crimelor contra umanității | ONU               | 1968     | 1969   | 1969      |
| Convenția europeană privind securitatea socială | Consiliul Europei | 1972     | –      | –         |
| Convenția internațională asupra eliminării și reprimării crimei de apartheid | ONU               | 1973     | 1974   | 1978      |
| Convenția asupra eliminării tuturor formelor de discriminare față de femei | ONU               | 1979     | 1980   | 1982      |
| Convenția pentru protecția indivizilor cu privire la procesarea automată a datelor personale | Consiliul Europei | 1981     | 1997   | 2002      |
| Convenția împotriva torturii și altor pedepse ori tratamente cu cruzime, inumane sau degradante | ONU               | 1984     | –      | 1990      |
| Convenția internațională împotriva apartheidului în sport | ONU               | 1985     | –      | –         |
| Convenția cu privire la drepturile copilului | ONU               | 1989     | 1990   | 1990      |
| Convenția europeană pentru prevenirea torturii și a pedepselor sau tratamentelor inumane sau degradante | Consiliul Europei | 1987     | 1993   | 1994      |
| Convenția internațională privind protecția drepturilor tuturor lucrătorilor migranți și a membrilor familiilor acestora | ONU               | 1990     | –      | –         |
| Carta europeană a limbilor regionale sau minoritare | Consiliul Europei | 1992     | 1995   | 2008      |
| Convenția-cadru pentru protecția minorităților naționale | Consiliul Europei | 1995     | 1995   | 1995      |
| Convenția Consiliului Europei privind lupta împotriva traficului de ființe umane | Consiliul Europei | 2005     | 2005   | 2006      |
| Convenția privind drepturile persoanelor cu dizabilități | ONU               | 2006     | 2007   | 2011      |
| Convenția internațională cu privire la protecția tuturor persoanelor contra disparițiilor forțate | ONU               | 2006     | 2008   | –         |
| Convenția Consiliului Europei privind prevenirea și combaterea violenței împotriva femeilor și a violenței domestice | Consiliul Europei | 2011     | 2014   | 2016      |